# Meroptera abditiva
Meroptera abditiva är en fjärilsart som beskrevs av Heinrich 1956. Meroptera abditiva ingår i släktet Meroptera och familjen mott. Inga underarter finns listade i Catalogue of Life.